# Reprezentacja Litwy w Pucharze Gordona Bennetta
W zawodach balonów wolnych o Puchar Gordona Bennetta poszczególne kraje mogą reprezentować maksymalnie trzy zespoły składające się z dwóch osób. Po raz pierwszy udział załogi z Litwy miał miejsce podczas 60 zawodów rozegranych w 2016 roku.

## Wyniki
Osiągnięcia drużyn w poszczególnych zawodach
UWAGA:
Oznaczenie rekordu długości lotu oraz czasu przelotu zaznaczone jest następująco:
| REKORD |

| Edycja zawodów | Data       | Miejsce zawodów                 | Lokata | Załoga                                   | Balon               | Czas lotu [h] | Odległość [km] |
| -------------- | ---------- | ------------------------------- | ------ | ---------------------------------------- | ------------------- | ------------- | -------------- |
| 60             | 18.09.2016 | Gladbeck (Niemcy)               | 16     | Robertas Komza, Laurynas Komza           | D-OWML Warsteiner   | 19:22         | 427,20         |
| 61             | 08.09.2017 | Fribourg (Szwajcaria)           | 21     | Robertas Komza, Danielius Augustas Komza | D-OWML Warsteiner   | 19:47         | 815,53         |
| 65             | 2.09.2022  | St. Gallen (Szwajcaria)         | 14     | Robertas Komza, Romanas Mikelevičius     | D-OFVA Lituanica    | 26:41         | 721,71         |
| 66             | 5.10.2023  | Albuquerque (Stany Zjednoczone) | 14     | Robertas Komza, Romanas Mikelevicius     | LY-OJU (Warsteiner) | 21:40         | 395,56         |
| 67             | 14.09.2024 | Münster (Niemcy)                | 17     | Robertas Komža, Danielius Komža          | D-OJUP              | 39:13         | 1285,02        |